# Itame intractata
Itame intractata är en fjärilsart som beskrevs av Walker 1862. Itame intractata ingår i släktet Itame och familjen mätare. Inga underarter finns listade i Catalogue of Life.